# Helen Doron

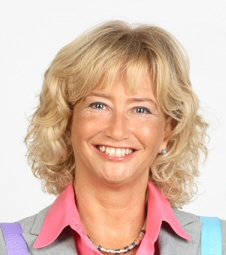
Helen Doron (2009)

Helen Doron (* in London) ist eine britische Linguistin und Erzieherin. Sie ist die Erfinderin der Helen-Doron-Methode zum Erlernen der englischen Sprache für Kinder von 3 Monaten bis 18 Jahren.

## Biographie
Helen Doron studierte Linguistik und Französisch an der Universität von Reading und unterrichtete an der Universität von Poitiers in Frankreich, bevor sie den Master of Arts in Linguistik machte. Doron fing an, durch Verstehen und Sprechen Englisch als Zweitsprache (ESL – English as a second language) zu lehren. Nach ein paar Jahren entwickelte sie ihre eigene Methodik, bekannt als die Helen-Doron-Methode.
1985 bereitete Doron den Weg vor für ihre Methodik zum Erlernen von Sprachen, die auf Basis der „natürlichen“ Art und Weise der Spracherlernung funktioniert: Durch wiederholtes Hören und positive Bestätigung. 1990 eröffnete sie das erste Lernzentrum (Learning center). Heutzutage ist die Helen Doron Educational Franchise Group ein Markenzeichen, unter dem Kinder auf vier Kontinenten Englisch lernen. Die Methode wird in kleinen Gruppen in Nachmittagskursen und auch systematisch in Schulen gelehrt.